# Tim Berni
Tim Berni, född 11 februari 2000, är en schweizisk professionell ishockeyback som är kontrakterad till Columbus Blue Jackets i National Hockey League (NHL). och spelar för Cleveland Monsters i American Hockey League (AHL)
Han har tidigare spelat för ZSC Lions i National League (NL) och GCK Lions i Swiss League (SL).
Berni draftades av Columbus Blue Jackets i sjätte rundan 2018 års draft som 159:e totalt.

## Statistik
| 2017–2018  | ZSC Lions             | NL         | 8   | 0 | 0  | 0  | 0  | 15 | 0 | 0 | 0 | 6  |
|            | GCK Lions             | SL         | 36  | 5 | 10 | 15 | 41 | —  | — | — | — | —  |
| 2018–2019  | ZSC Lions             | NL         | 41  | 1 | 7  | 8  | 8  | 6  | 0 | 1 | 1 | 0  |
|            | GCK Lions             | SL         | 3   | 1 | 0  | 1  | 0  | —  | — | — | — | —  |
| 2019–2020  | ZSC Lions             | NL         | 45  | 4 | 7  | 11 | 8  | —  | — | — | — | —  |
| 2020–2021  | ZSC Lions             | NL         | 52  | 4 | 3  | 7  | 20 | 9  | 1 | 2 | 3 | 6  |
| 2021–2022  | Cleveland Monsters    | AHL        | 72  | 3 | 12 | 15 | 44 | —  | — | — | — | —  |
| 2022–2023  | Columbus Blue Jackets | NHL        | 1   | 0 | 0  | 0  | 2  | —  | — | — | — | —  |
|            | Cleveland Monsters    | AHL        | 15  | 1 | 3  | 4  | 10 | —  | — | — | — | —  |
| NHL totalt | NHL totalt            | NHL totalt | 1   | 0 | 0  | 0  | 2  | —  | — | — | — | —  |
| AHL totalt | AHL totalt            | AHL totalt | 87  | 4 | 15 | 19 | 54 | —  | — | — | — | —  |
| NL totalt  | NL totalt             | NL totalt  | 146 | 9 | 17 | 26 | 36 | 30 | 1 | 3 | 4 | 12 |
| SL totalt  | SL totalt             | SL totalt  | 39  | 6 | 10 | 16 | 41 | —  | — | — | — | —  |

### Internationellt
| Källa: Uppdaterad: 2022-12-07 | Källa: Uppdaterad: 2022-12-07 | Källa: Uppdaterad: 2022-12-07 |         | Utv = Utvisningsminuter | Utv = Utvisningsminuter | Utv = Utvisningsminuter | Utv = Utvisningsminuter | Utv = Utvisningsminuter |
| År                            | Lag                           | Mästerskap                    | Matcher | Mål                     | Assists                 | Poäng                   | Utv                     |                         |
| ----------------------------- | ----------------------------- | ----------------------------- | ------- | ----------------------- | ----------------------- | ----------------------- | ----------------------- | ----------------------- |
| 2017                          | Schweiz                       | U18-VM                        | 5       | 0                       | 0                       | 0                       | 2                       |                         |
| 2017                          | Schweiz                       | Ivan Hlinka                   | 4       | 0                       | 0                       | 0                       | 2                       |                         |
| 2018                          | Schweiz                       | JVM                           | 5       | 0                       | 0                       | 0                       | 2                       |                         |
| 2019                          | Schweiz                       | JVM                           | 7       | 0                       | 2                       | 2                       | 2                       |                         |
| 2020                          | Schweiz                       | JVM                           | 5       | 0                       | 3                       | 3                       | 4                       |                         |
| Junior totalt                 | Junior totalt                 | Junior totalt                 | 26      | 0                       | 5                       | 5                       | 12                      |                         |